# ぺんてる
ぺんてる株式会社は、東京都中央区日本橋小網町に本社を置く、大手文具メーカー。創立は1946年。旧称は大日本文具株式会社。現社名の由来はpenと伝達の意味を表すtellを合成した造語（ペンで伝える、といった意味）で、1971年に社名変更。しかし、元来の意味はペインティングとパステルを組み合わせた造語であり、同社が送り出した新開発パステルの商標であった。
主な取扱商品としてサインペン、筆ペン、ボールペン、消しゴム、シャープペンシル、シャープペンシル替芯、修正テープなどの筆記器具、絵具、マーカーなどの画材などがある。
文具の開発で培った技術を応用し、タッチパネルや液晶パネルなどハイテク分野にも進出している。 
みどり会の会員企業であり三和グループに属している。

## 沿革
堀江幸夫の父で筆職人の利定が1911年に創業した｢堀江文海堂｣という筆や墨、硯の卸問屋を浅草で営んでいたのが祖である。その後、幸夫が後を継ぎ戦後の1946年に現在の本社所在地に移転し大日本文具株式会社を設立。当初は文具の卸売業であったが、後に自社での生産・販売を開始した。最初に生産したのは粉墨とクレヨンで、以降は他の文具も手がけるようになった。さらに文具だけにとどまらず、自社で使用する生産機器の製作をしていたことから、それらの生産・販売も手がけるなど、取り扱う品目を増やしていった。
創業以来、「ペン先技術」「色」「気軽に使える商品の開発」を重点とし、サインペン、プラマン、ぺんてる筆、エフ水彩などを生み出す。
長きに渡り創業者の堀江幸夫が社長を務め、後に息子である利幸に譲ったが急死。創業家筋にあたる水谷壽夫が利幸の跡を受け継いだが、翌1988年には幸夫が社長に復帰する。その後1991年に初めて創業家一族外から浅部宏が社長に就任した。2002年6月には利幸の息子である堀江圭馬が当時32歳で社長に就任。ドットイーボール、エルゴノミックス、ランスロットシリーズ、エナージェル、ローリー、ビクーニャ、ノック式マーカーなど数々の商品を開発した。
2012年5月、役員会が圭馬の解任を決定し常務取締役の和田優が代表取締役に就任。オーナー経営体質の見直しや、新製品路線の変更によってオレンズがヒットしたほか、昭和時代から発売しているスマッシュやボールぺんてるの人気が急速に広まった。和田の任期中はコクヨの資本参加・TOBの実施や、プラスとの関係蜜月化（後述）が進んだ。和田の路線を受け継ぐ形で2020年6月より取締役の小野裕之が社長に就任し、和田は会長職に退く形となった。小野は創業から数えて第8代社長となる。
2022年6月、常務取締役で製品戦略本部長だった高橋智和が社長に就任（第9代）。前社長の小野は相談役に就いた。
2024年4月、高橋は親会社であるプラスの常務取締役に就任すると共に同年1月に設立されたプラス社内カンパニーのグローバルステーショナリーカンパニーのプレジデントに就くことが発表され、同時にぺんてるの会長に。会長職にあった和田が4年ぶりに社長に復帰することとなった。

### コクヨとの関係
2018年3月に東京証券取引所一部上場のマーキュリアインベストメントが運営する投資ファンドがぺんてる株の約4割を創業家から取得して筆頭株主となり、2019年5月にはコクヨが投資ファンドに出資したことにより、間接的に資本参加する形となった。
2019年9月24日、マーキュリアインベストメント運営の投資ファンドが所有していた株式をコクヨが取得。これにより、正式にコクヨがぺんてるの筆頭株主になり、コクヨの持分法適用関連会社にもなった。
2019年11月15日、コクヨがぺんてるに対して敵対的TOB実施、連結子会社化を目指すことを表明した。提携に向けた話し合いから一転、敵対的な買収に方針が切り替わった背景には、ぺんてるが同業他社との資本業務提携を模索していたためとも報道された。ぺんてるは反発し、公式サイト上で異例の抗議文掲載に踏み出した。
2020年2月14日、コクヨ側がぺんてるの買収を断念する考えを発表。業務提携に向けた友好的な関係構築は引き続き目指すとした。
2022年9月30日、コクヨは保有するぺんてるの株式45.6%を全てプラスに売却すると発表。同年11月30日に株式の譲渡手続きが完了した。これにより、プラスの保有比率は、30.7%から76.3%に高まり、ぺんてるはプラスの子会社となった。コクヨが求めていた業務提携は海外文具市場における事業拡大に関する事項のみ、ぺんてるとの間で締結する。これにより、2019年から始まった争奪戦が終結した。

## 主な商品

### 文具事務用品

#### ボールペン
油性ボールペン
ビクーニャ/フィール
2000年代後半に各社で販売が相次いだ、低粘度ボールペン。ぺんてるでは2010年に「ビクーニャ」を発売。潤滑剤や着色剤を配合し、滑らかで筆跡が濃い書き味を実現。2014年からはスプリング式クリップを採用した「フィール」も展開している。
カルム
2021年に発売したボールペン。ノック音を低減し、革調グリップを搭載。クリップをスライドさせて芯を出す方式となっている。
FLOATUNE(フローチューン)
2024年に発売したボールペン。｢浮遊感のあるここちよい書きごこち　摩擦レスボールペン｣をコンセプトとしており、油性インキに金属同士の接触を和らげる成分を配合し、高精細のチップを搭載することで、たっぷりとインキが出るなめらかな書き心地を実現したとしている。インクの色は黒、赤、青があり、芯径は0.3mm、0.4mm、0.5mmがあり、すべてのものがニードルチップとなっている。税込330円。
ゲルインクボールペン
スリッチ（生産終了）
極細のペン。自分で好きなリフィルをセット出来る「スリッチーズ」もあった。現在は、アイプラスのリフィルとして残る。
エナージェル
独自の低粘度インクを採用し、滑らかな書き味、速乾性を実現している。派生品に「フィログラフィ」や「ユーロ」、「インフリー」、「エス」、「クレナ」が存在する。「ユーロ」は一体成型の使い切りタイプで、ペン先が完全に固定されスリムボディという特徴を持つ。かつては、「トラディオプラマン」をベースにした「エナージェル トラディオ」も販売されていた。
ハイブリッド
中性ボールペンとして発売された、ぺんてる初のゲルインクボールペン。キャップも含めてクリアでスリムな多角形ボディが特徴で、インク残量が一目で分かるようになっている。滑り過ぎない適度な抵抗感のある書き味で人気となった。初期はグリップは細かい溝があり無色だったが、1990年代中ごろには黒色のプリントになっている（派生品除く）。同様にインクの色が濃くなり、ペン先の素材が洋白からステンレスに変わっている。また、派生品として絹物語というラメ入りボールペンや極細タイプでニードルポイントが特徴のハイブリッドテクニカなど多数発売されていたが、日本では次々と販売を打ち切り、2016年以降定期販売は0.5mmの黒・赤・青色のみになった。2017年からは「デュアルメタリック」が数量限定ながら毎年生産され、2019年は「ミルキー」が復刻された（インクはより彩度が明るいものに変更されている）。

水性ボールペン
ボールPentel
1972年発売（海外では1970年に先行発売）。樹脂チップを採用しており独特の書き味が特徴。現在日本ではB100（ボール径0.6mm）の黒・赤・青色のみ販売されているが、2017年には発売45周年としてフランスで製造されている0.8mm版が数量限定で販売された。かつてはB50タイプが販売されていた。ボールぺんてる＜細字＞のみ書かれた物も存在する。1990年にロングライフデザイン賞を受賞した。
マイクロボール(MR205)
金属チップ、耐久顔料インキを採用。ボール径は0.5mm。かつて赤インクが存在。最後は黒インクのみ残ったが、2017年生産中止。
SUPERBALL(廉価型)
かなり表記や型が変わった回数の多い水性ボールペン。BH16(0.6mmボール、軸は濃いメタリックブルー)とBH14（0.4mmボール、軸はメタリックライトブルー）の2つ存在する。定価は100円。

#### シャープペンシル
製図用シャープペンシル
数多くの製品を発売したが、CADが普及したことにより製図の需要が減少し、多くが生産終了となった。最近は、最もシャープペンシルを良く使う層である学生をターゲットとした比較的安価な新商品も発売している。ぺんてる特有の海外層シャープも多い。
グラフ1000（フォープロ）(PG100x)
1986年発売。軸をプラスティック製、グリップをアルミニウム製の円筒からシリコンゴムが飛び出した構造(F3構造)にすることによって、軽量・低重心でかつ滑りにくくなっている。全世界で1000万本以上を売り上げたベストセラー商品である。派生品に「CS」が存在する。またEPG1000という品番のものも存在する。CS、フォープロともに定価1,000円。
グラフギア1000 (PG101x)
グラフ1000の後に出たモデルであり、フルメタルシャープペンシルで、重く、重心は高い。先端収納機能やデュアルグリップ（ローレット＆シリコンF3構造）、バインダークリップなどを搭載している。芯径は、0,3、0,4、0,5、0,7、0,9と豊富である。過去にはボールペン版も存在した。定価1,000円。
グラフギア800 (PG80x) (P36x)（国内生産終了）
海外のみ販売。グラフ1000やスマッシュと同じくF3構造のグリップが搭載されている。
グラフ600 (PG60x)（国内生産終了）
デザインと機能を両立させるコンセプトで発売されたシャーペン。0.3mm,0.5mm,0.7mmを展開。現在は、海外のみ販売。
グラフレット (PG50x)

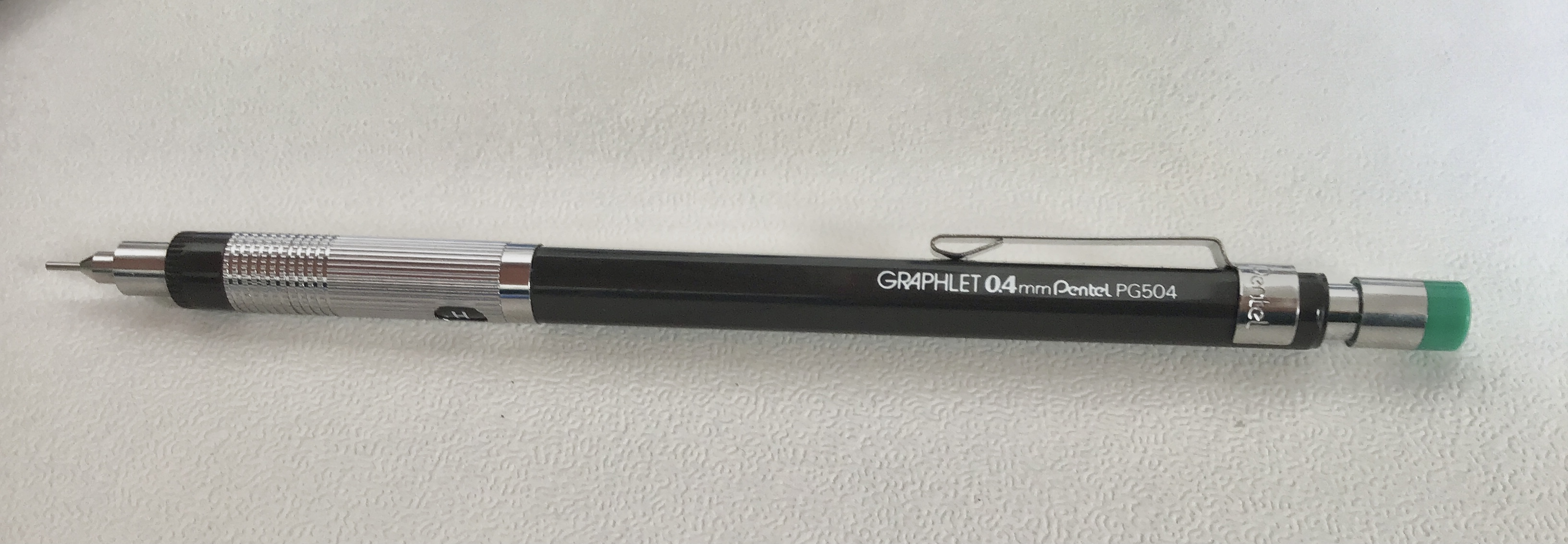
グラフレット（0.4mm）

芯径0.3,0.4,0.5,0.7,0.9。2016年ロングライフデザイン賞受賞。海外ではGraph500として販売。定価500円。過去には廉価版のGRAPHLET 300も発売されていた(後述)。
グラフギア500 (PG51x)
芯径0.3,0.4,0.5,0.7,0.9。低重心のシャープペン。
メカニカMEC（生産終了）
1968年に発売された最高級シャープペンシル。一般に「メカニカ」の略称で知られている。長年にわたり製造されたシャープペンシルである。0.5mmと、世界初となる0.3mmを展開。箱、替芯（ハイポリマー芯）、シース（初期のみ革製、以降プラスチック製）、使用説明書（保証書）、クリップ、(初期の物には専用のクロス(青または黄))が付属し、軸にはポリアセタールを採用、グリップを回転させることによって曲がりやすいペン先を保護する先端保護機構を搭載するなど、贅沢な作りとなっている。1985年ロングライフデザイン賞。設計は関口友三。2002年に廃番となった。
グラフ（生産終了）
外装は全金属製で、ずっしりした重さが特徴の製図用シャープペンシル。0.3(PG2003),0.4(PG1804),0.5(PG1505)を展開。初期のものには芯硬度表示窓がない。また、芯径により軸の色が異なる。PG1505は1976年、PG2003は1977年、PG1804は1979年発売。
PG-METAL350 (PG31x)
持つ位置によって握り心地が異なる独自のグリップ構造を搭載する。芯径0.3,0.5,0.7,0.9。2021年発売。
グラフレット300 (PG30x) (生産終了)
グラフレットの廉価版。グラフレットが六角軸なのに対して、グラフレット300は丸軸である。海外ではGRAPH300として販売していた。定価300円。芯径0.3,0.5,0.7,0.9。1983年頃発売。
グラフペンシル (PGx)
ぺんてるが数十年に渡って販売している製図用シャープペンシル。黒軸で左右対称のデザインとなっている。大日本文具株式会社時代の物はデザインが若干異なっていたり、製造時期によって様々なマイナーチェンジがされている。0.2,0.4,0.5,0.7があるが現在0.5mmのみの販売。設計は関口友三。初期のグラフペンシルは1965年、PG5は1972年、PG4は1976年、PG2は1982年頃発売。
芯硬度表示窓の色は、0.2はピンク、0.4はグリーン、0.5はイエロー、0.7はスカイブルーとなっている。
メカニカグラフ (PMG)（生産終了）
メカニカの廉価版として開発された。ペン先に付属のキャップをつけることでペン先を保護する。筆記時には逆側にはめることができる。0.3mmのみ。グラフペンシルとデザインは同一で、なおかつ軸に「GRAPH PENCIL」の表記があるが、カタログでは別で扱われている。設計は関口友三。定価1,300円(初期は1,000円)。2011年に廃番。1970年発売。
P32x（生産終了）
12角軸を採用したシャープペンシル。芯径表示のフォントはグラフペンシルと同一。芯径0.3,0.5,0.7,0.9。2007年頃に廃番になった。海外ではP20xとして販売している。
GRAPH-II（生産終了）
現行のPG5に良く似ているが、上の銀のパーツが異なる。PG5の原型となったモデル。
forfilm 製図セット入りグラフペンシル
PG15（生産終了）
アルミ製の製図用シャープ。外観はグラフシリーズと似ているが、ローレット加工ではない。定価1,500円。
ダブルクリック (PWP15)（生産終了）
ローレット加工が施されたダブルノックシャープ。定価1,200円。海外では「DOUBLE PUSH」(PSD5)として販売されていた。

一般筆記用/製図用以外のシャープペンシル
Tuff
太いグリップ、回転することによって繰り出す長い消しゴムが特徴。色はブラックとダークブルーの2色で、0.5mm、0.7mm、0.9mmと太目の芯径を展開。
オレンズ
「芯をパイプから出さない」ことによって0.3mmや0.2mmなど超極細芯でも芯の折れにくいシャープペンシル。0.2mm、0.3mm、0.5mmの芯径がある。通常モデルに加え、メタルグリップも存在する。かつてはラバーグリップ付きモデルも製造していたが、現在は生産終了している。
2017年2月14日には、自動芯出し機構を搭載したシャープペン、「オレンズネロ」が発売された。グリップには、鉄と樹脂を混ぜた特殊素材が使われており、12角形の軸である。
2023年1月24日には、自動芯出し機構を搭載したシャープペン、「オレンズATデュアルグリップタイプ」が発売された。グリップには名前の通りデュアルグリップが採用されている。軸は12角形であるが、パーティングラインがあるだけで、実際は丸い角もあり正確な12角形ではない。
スマッシュ (Q100x)
グラフ1000フォープロの一般筆記用として開発された。更にスマッシュの後継として「XS」というシャープペンシルが発売されたが現在は廃番となっている。4mmスリーブ、硬度表示窓を搭載する。黒以外の色や、0.7mm,0.9mm、ボールペンもあったが今は廃番となっている。0.3mmも長い間廃番だったが、2019年3月に復活した。1987年グッドデザイン金賞。
Technomatic (PN3015)（生産終了）
メカニカと並ぶ高級モデルで、定価3,000円。上軸にヘアライン加工、グリップにリング状の墨入れ加工が施され、スライドパイプによるダブルノック機構、芯折れ防止機構、オートマチック、紙を押し付けて離すことによって芯が繰り出される先端プッシュ機構が搭載されている。現行品であるぺんてるのオレンズと同じく、パイプの先端は紙面にひっかからないようになめらかになっている。生産性が上がらないことが原因で、生産期間は短かった。芯径は0.5のみ。ノックによってガイドパイプがスライドし、製図用シャープペンシルと同じ4mmになる。説明書での正式な読みは「テクノマティック」だが、一般に「テクノマチック」の読みが浸透している。より高級な「エクスキャリバー・テクノマティック」というものも存在する。1982年発売。
TECHNOCLIC (PN105)（生産終了）
自動芯出し機構搭載のサイドノックシャープ。スライドパイプによるダブルノック機構も搭載されている。読みは「テクノクリック」。1983年発売。
Technopress (PN55)（生産終了）
プラスティック製のシャープペンシル。グリップを上下させることで芯を繰り出す機構が搭載されている。
QX (PN305)（生産終了）
キャップ式のシャープペンシル。オートマチック、紙を押し付けて離すことによって芯が繰り出される先端プッシュ機構が搭載されていた。定価3,000円。1990年発売。
テクニクリック
ピアニッシモ（後述）シャープの海外版。
テクニカEX (PW55)（生産終了）
ダブルノック式のシャープペンシル。1998年発売。
SHARPLETシリーズ
- SHARPLET (A125)（生産終了）

プラスティック製、ノック式のシャープペンシル。樹脂チャックを使用した安価モデルである。定価100円。
- SHARPLET-2（国内生産終了）

A125の派生モデル。基本的な構造はA125と同様である。現在では海外のみの販売となっている。
- SHARPLET100 (A135)（生産終了）

A125とは構造が違い、軸全体がラバー塗装されている。定価100円。
- SHARPLET300 (Q305)（生産終了）

軸全体がラバーにおおわれている。クリップはばねのようになっており特徴的である。口金をはじめとしてプラスチック部品が多い。定価300円。
- SHARPLET500 (Q545)（生産終了）

特徴的なクリップを有しており、一部に金属が使われている。定価500円。
- SHARPLETFine (A22x)（生産終了）

2000年頃に発売された、シャープレットシリーズの最終モデルで、キャップ式が特徴。芯径0.3,0.5。
Roℓℓy（生産終了）
2003年発売。ノック部にシリコンラバーが装着されており、やわらかな押し心地を実現。これ以前にROLLYというダブルノックシャープが存在していた。
Fiesta
0.5mmの韓国等で流通しているシャープペンシル。
KERRY（万年CIL）
1971年に発売されたキャップ式のシャープペンシル。当時のショートサイズ万年筆をイメージした外観で、格子模様の金属パーツが中央に搭載されている。昔から品番はP1035。海外でも同様。また、発売当初はぺんてる5ケリーという名前で、キャップに「5」と印字されていた。定価1,500円。
INJECTO (P154)（生産終了）
芯タンクをカートリッジ式にしたことで、楽に芯の補充ができる。後にクイックドックという同じ機能を持つシャーペンも発売されたが、廃番となっている。軸色は黒、グレー、ゴールド、シルバーがあった。1970年代後半に発売。定価1,500円。廉価版にPop'npop INJECTOという物も存在する。
PS1042 / PS1045（生産終了）
0.2mmと0.5mmを展開するシャープペンシル。PS1042は、ぺんてる初の0.2mm芯使用のペンシルで、「スライド02」と呼ばれる。幾度となく価格改定を繰り返し、最終的に2,000円になった。
エルゴノミックスシリーズ（生産終了）
2002年に発売した、大型のシャープペンシル。ペン先側に加え、真ん中にも可動式コマ(グリップ)が搭載されていた（右手の親指と人差し指の間に来るよう設計）。グリップ部分は、指紋ピッチになっており、フィット感がアップしている。グリップ部分に杉や檜の香りを混入した高級モデルや、ウインググリップと呼ばれる別の可動式グリップが搭載されたモデルも存在する。日本人間工学会第42回大会「新しい筆記具の形状の人間工学的手法による評価と提案」にて発表。
エルゴノミックス ウィンググリップ (生産終了) 　 スタンダードモデルと同じように可動式のウィングを動かし右手の親指と人差し指の間に来るように設計されている。
フレックスフィットシリーズ（生産終了）
2004年発売。大きなグリップが特徴。上位モデルの「GT」は、グリップを使用者の持ちやすい位置に捻ることも出来た。
ピアニッシモ (PD205)（生産終了）
1996年発売。サイドノック式シャープペンシルで、ピアノの鍵盤をモチーフにしたノックボタンが特徴。1997年にグッドデザイン賞を受賞。2000年頃、ラバーグリップが付いた「ピアニッシモG」が追加される。その後.e-tintなどの後継品が出ても引き続き併売していたが、2008年に日本での販売を一旦終えた。2020年に「ノック式シャープペン」と「樹脂製シャープ替芯」の発売60年を記念して、限定復刻された。発売当初のカラーの他に、90年代　をイメージした新デザインも販売された。なお、2008年の終売までは油性ボールペンも存在したが、こちらは復刻されていない。
Pop'npop HomeRun (PBS1)（生産終了）
バットの形状をした0.5mmシャープペンシルで、バットの柄を回転させてキャップを取り、バットの上へつけることでノック可能となる。自動ホップアップ機構という、芯が無くなると自動で芯キャップがホップアップ(飛び出る)する機構を搭載している。
PD335
Pop'npopシリーズと通常のPD335(ジェットクリック)がある。サイドノック式。定価は350円。
PD340系
海外生産のPD330系の亜種。0.5,0.7,0.9がある。クリップがPD335がプラスチックなのに対して此方は金属となっている。
PF330系（生産終了）
P200シリーズのパイプスライド型、フィルム用シャープペンシル。0.5,0.7,0.9がある。
PS523 / PS315（生産終了）
スライドスリーブ式の製図用シャープペンシル。
P105（生産終了）
Pop'npopシリーズ。定価は300円。
P115（生産終了）
1983年頃に発売した金属ボディのシャープペンシルで、グリップ部にラバーが飛び出している(F3構造)。後にグラフ1000やスマッシュに応用される構造となる。
P200系
P320系の海外生産品及び日本での後継として限定発売されるシリーズ。発売が1970年のロングセラー。芯径は、0.3,0.5,0.7,0.9があり、型番もP203,P205,P207,P209と芯径に伴って末尾が変化する。P533等の亜種が存在する。
P215（生産終了）
海外で生産されていたP205の亜種、クリップが平たくなっている。
P225
ノックキャップ手前と口金手前の軸にリング状の堀込が有るプラスチックバレルのシャープペンシル。0.5mmで定価は300円。
P245
海外のみ販売。
P300（生産終了）
ずんぐりむっくりな形をしたプラスチックバレルのシャープペンシル。ローリングライターにもP300バージョンがあった。
STEIN (P31x)
グリップに複数の穴が開いている。
PIXY (P35G)（生産終了）
P360系と軸がほぼ同様だが、グリップとノックキャップが異なる。海外ではCUSHIという名称。
P545（生産終了）
先端に色付きリングの装飾が施されたシャープペンシル。定価500円。
P555（生産終了）
ぺんてる5とよく似た形状をした、プラスチックバレルシャーペン。0.5mm、定価500円。
P575（生産終了）
CREWと印字が入り、グリップに横縞（縦溝を入れたような）がある。3色展開。
P595（生産終了）
Pop'npopシリーズの一部。軸にPop'npopが8個描かれている。0.5mmで定価は500円。
P1085（生産終了）
18-8ステンレスを採用した0.5mmシャープペンシル。P555と口金形状は似ているが、P1085の方が若干段差が長い。定価は1,000円。
P1075（生産終了）
軸に細かいダイヤ型に型押しされた薄い金属が縦縞となっているシャープペンシル。0.5mmで定価は1,000円。前期型として軸がクロームメッキされたものがある。
Qシリーズ
- Q505（生産終了）

フルメタルな手帳用シャープペンシル。グリップはリング状の溝が連なっている。定価500円。

- Q525（生産終了）

フルメタルな一般筆記用シャープペンシル。金色のQ565も存在する。定価500円。

- Sharp "Slim"

Q525の亜種とも言える。海外のみ箱入り説明書つきで販売。軸はステンレスではなくプラスチックである。

- Q535（生産終了）

Pop'npopシリーズ。キャップ式シャープペンシルで定価は500円。
ALシリーズ
- Carnival(ALx)

- CHAMP(AL15)

- ICY(AL2x)

Aシリーズ
- A15

Pop'npopシリーズ。キャップ式シャープ。
- Caplet(A105)

キャップ式シャープ。ハイブリッドとほぼ同じ形状のキャップが備わっている。
- 120シャープ(A3x)

グリップが特徴(マークシートシャープと同じ)。海外では現在も販売されている。
- FAX PENCIL(A47)

- FORTE (A5x)

- FORTE PRO Ⅱ(A7x)

- SHIFT.A.GRIP（A335）

グリップを回転をさせることでグリップの位置を上下に動かせるため、使いやすい位置に合わせることができる。定価300円。廃番。　　　　　　　　　　　　　　　　
- jCLUB(A10)

　同名のシャープペンシル（AK205・廃番）も存在しているが、AK205は三角形、A10は丸型で、Lancelot2（LCP20・廃番）と似たような形状に見えるが、A10の口金の長さが少し短い。且つ、軸を分解することが可能。定価1,000円。廃番。
PS45A

Libretto

LCP（Lancelot）シリーズ
2000年代以降の高級筆記具シリーズ。筆記具に刻印されている「Lancelot」が線状に刻印されているものが前期、そのまま刻印されているものが後期型である。
- Lancelot2（LCP20）

ノブノック式の重量級シャープペンシル。定価2,000円。廃番。
- Lancelot3（LCP31）

キャップスライド式の重量級シャープペンシル。本体が傷つきにくい「セーフリカバーコーティング」が装備されている。クッション機構が搭載されている。定価3,000円。廃盤。
- Lancelot5（LCP51）

キャップスライド式の重量級シャープペンシル。本体が傷つきにくい「セルフリカバーコーティング」が装備されている。定価5,000円。廃番
- Lancelot8

#### シャープ芯

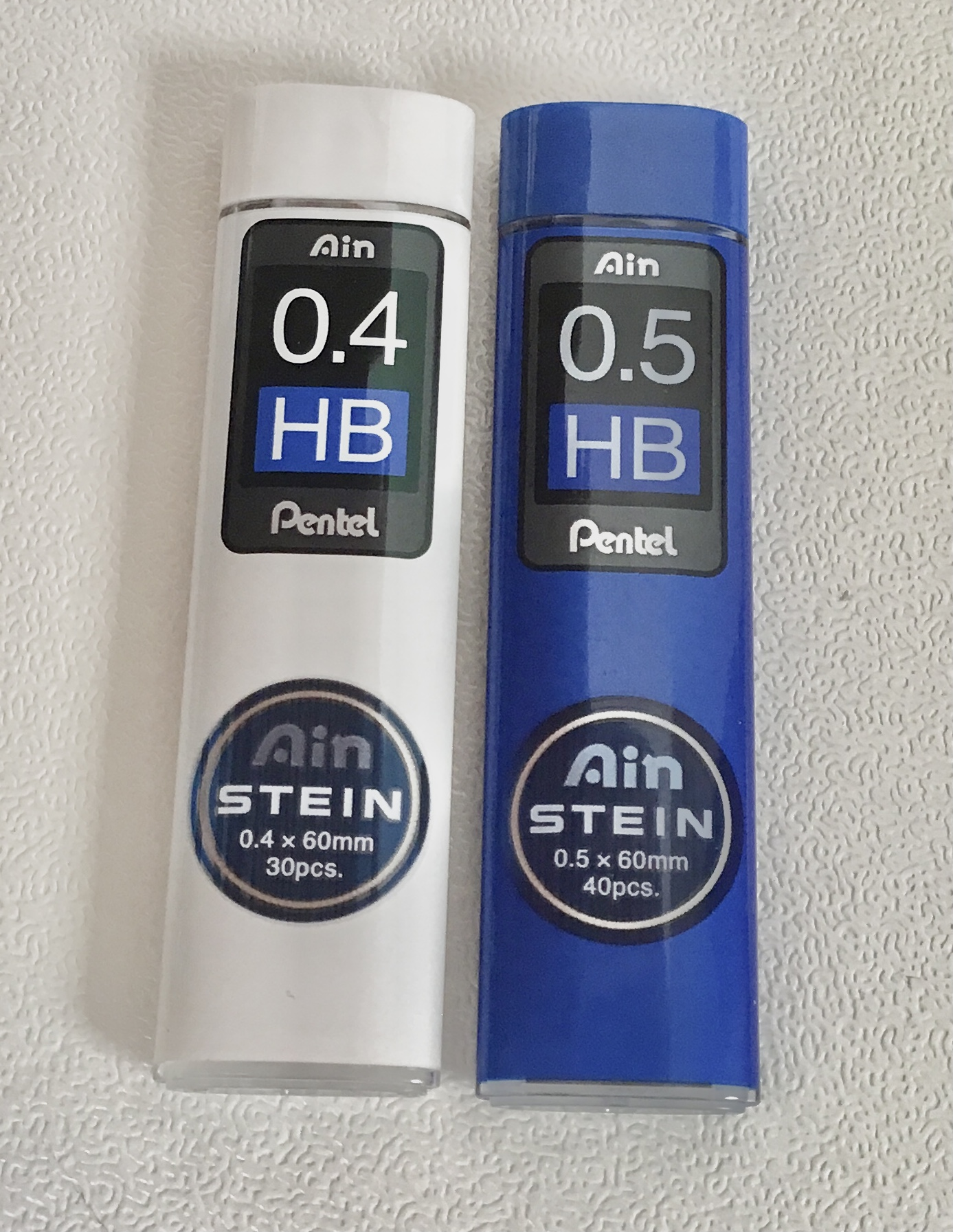
Ain STEINの0.4mmと0.5mm。ともにHB。

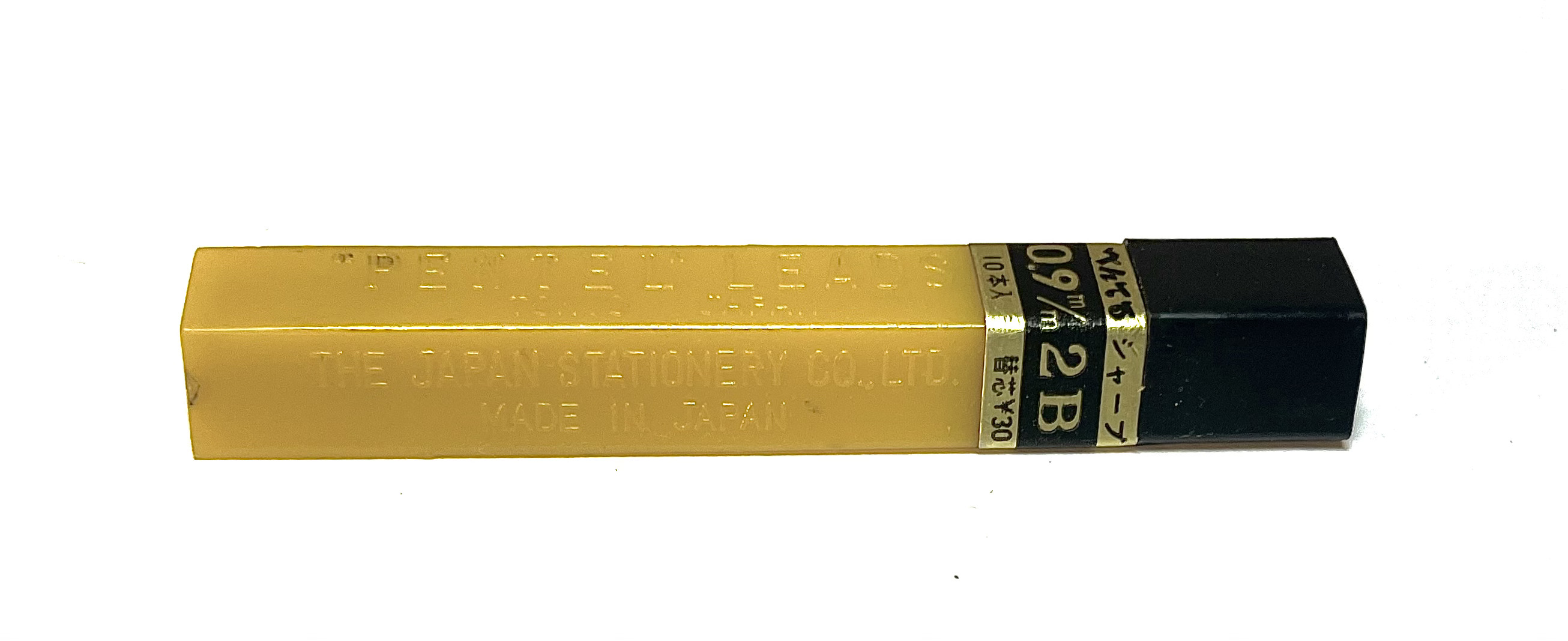
発売当時のハイポリマー芯

黒鉛芯に代って世界初となるPOLYMER(ポリマー)芯を開発、販売し、現在主流になっている。0.3、0.5、0.7、0.9mmの芯を世界初で実用化し、現在0.2mmの芯を日本で唯一販売する。現在0.2mm、0.3mm、0.4mm、0.5mm、0.7mm、0.9mm、1.3mm、2.0mmの8芯径を販売している。
Pentel Ain
新特殊オイルの採用および焼成前の配合という新製法により滑らかさを向上。逆さにせず芯を取り出せる2段スライド式ケースを採用。芯径は0.2 - 1.3 mm。全芯径で2B - HB硬度をラインナップし、加えて0.3 mm径でH硬度、0.5 mm径で4B - 2H硬度および赤・青芯をラインナップする。2023年発売。Ainシリーズの命名はナンバーワンの意味を込めてドイツ語の 'ein' (1) をもじったものであるが、刷新にあたりすべての性能要素を優秀とする開発意図を示した「オールイン（all-in）」の意味も与えている。
Ain STEIN
芯内部に強化シリカのフレームを張り巡らせた「シュタイン構造」により強度を向上。また「綺麗なノート作りに」をコンセプトとし、紙面への定着力が高く、筆跡が擦れても汚れにくい点を特長とする。更に、0.5mmの芯は硬度が豊富であり、4H、3H、2H、H、F、HB HARD、HB、HB SOFT、B、2B、3B、4B、青色、赤色の14種類がある。芯径は、0.2mm、0.3mm、0.4mm、0.5mm、0.7mm、0.9mmの6つ。2010年発売。
HI・POLYMER Ain（生産終了）
人気がある替え芯のブランドの1つ。濃さも4Hから4Bまであり、使用者にとっては幅広い硬度を選ぶことが出来る。HARDHBやSOFTHBなどの特殊な硬度の芯がある。発売直後、Ainに「志村けんの変身シール」が付くキャンペーンがあった（商品名が志村けんのギャグ「アイ～ン」に似てるため、コラボレーション企画が実現したとされる）。1999年発売。
BLACKAin（生産終了）
黒いケースが特徴。ケースの形はHI POLYMER Ainと同型。
HI・POLYMER FOR PRO（生産終了）
製図をターゲットとした、より高級なバリエーション。0.3mm、0.4mm、0.5mmの計3芯径を販売。価格は0.3mmは20本で400円、0.4mmは30本で300円、0.5mmは40本で300円。同価格帯の三菱鉛筆の商品、「Hi-uni」とは対照的な、固くぬるりとした書き味や、定規で線を引いても粉が出にくい特性から、今でも製図者などから熱烈な支持がある。ラインナップは0.3mmが4H - B（Fなし）、0.4mmが2H - B（Fなし）、0.5mmが6H - 2Bである。1984年発売。2011年に廃番。
HI・POLYMER 100（生産終了）
従来の芯より、強度が100％あるということから名付けられた。0.3mm 0.4mm 0.5mm 0.7mm 0.9mmの芯径、また0.5mmには赤色の芯、青色の芯があった。0.7mmと0.9mmはケースの形状が異なる。1984年発売、2016年生産終了。定価200円。
派生商品に芯ケースに日光による劣化防止加工を施したHI・POLYMER 100Gが存在する。
HI・POLYMER120（生産終了）
従来の芯よりも120%強度があると謳った芯。0.3mmと0.5mmを展開。ケースは再生紙を使用。ケースは筒状になっていて、15本入×3のものと×5のものがある。
HI POLYMER SUPER
0.5mmと、0.3mmがあった。どちらも現在は廃番になっているが、海外では、SUPER HI・POLYMERとして0.7mmなども販売されている。0.3mmは業務用HI・BLACKやBLACK40と同じ菱形のような形状のケース、0.5mmはC357やハイポリマー100の0.7mm、0.9mmと同じ角形のケースである。定価200円。0.3mmは4H - B（F無し）、0.5mmは6H - 2B。
HI・POLYMER SPARE LEADS
0.2mm、0.3mm、0.4mm、0.5mm、0.7mm、0.9mm、1.3mmを展開。現在は0.5mmのB/HBのみを販売。製造時期によってケースに変化がある。1960年後半までの商品はTHE JAPAN STATIONERY CO,LTD.の刻印がある。現在では他のシリーズに取って代わられている。芯径ごとにケースの色が違うのも特徴で、0.2mm→薄紫色、0.3mm→こげ茶色、0.4mm→緑色、0.5mm→薄茶色、0.7mm→青色、0.9mm→黄色、1.3mm→透明 である。また、0.5mmには赤色と青色の芯、0.9mmには赤色の芯が存在していた。
Pop'n pop HI POLYMER SUPER（生産終了）
HI-POLYMER SUPERのPop'n popモデル。
HI・BLACK（生産終了）

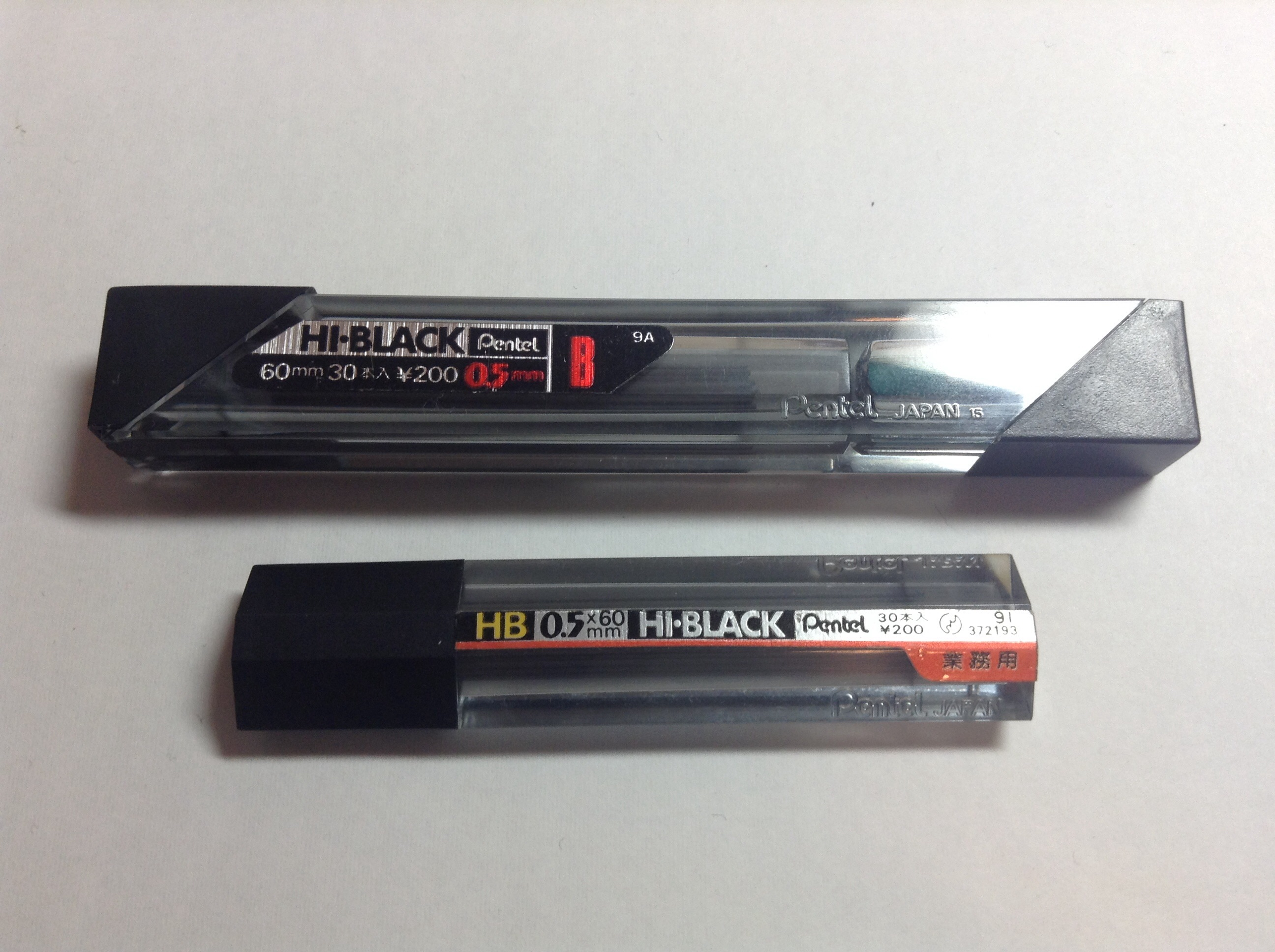
ハイブラック

シャープペンシル用替え消しゴム付属のものと、そうでない業務用HI・BLACKなるものがある。どちらも太さは0.5mmで30本入りである。3H、2H、H、F、HB、Bの硬度がある。
BLACK 40（生産終了）
日本で初めての40本入りの芯とされている。定価200円。菱形の形状のケースに入っている。0,5mmのみの展開であった。
FAX-LEAD（生産終了）
FAXやコピーの為の芯。専用のシャープペンシルも存在。0.7mm。
HI・POLYMERマークシート芯
マークシート向けに作った替芯。1.3mmのB/HBを販売。現行品。
HI・POLYMER COLOR LEADS for Teachy’s CHECKER（生産終了）
1.3mmの蛍光芯。ケースはHI・POLYMER100や、HI・POLYMER FOR PROと同じ。専用のシャープペンシルが出ていた。
Multi8専用替芯
Multi8専用の替芯。2.0mmで、カラー色や、黒などがある。現行品。
HI・POLYMER COLORLEADS（生産終了）
カラー芯。芯径は0.5mm、0.9mm、1.3mmがある。中味の芯の色と、キャップの色が合わせられている。ケースはHI・POLYMER SPARE LEADSと同じ。
HI・POLYMER 100N（生産終了）
定価200円。キャッチコピーは「強く、濃く、折れにくいスーパー芯」である。
Ain supplio（生産終了）
香り付きの芯。種類は「リフレッシュ」「ヒーリング」「ポジティブ」の3種類。20本入りで200円。
ポリフィット芯（生産終了）
製図フィルム用芯、硬度はP1〜P5まである(芯径による)。
EC-105（生産終了）
牛乳パックを再生使用したケースに入っている。
C100
現行品のハイポリマー芯。
C295（生産終了）
ハイポリマー芯。
C15（生産終了）
ハイポリマー芯。
C357（生産終了）
ぺんてるのシャープペンシル、《ファンクション357》向けに作られた芯。0.3mm、0.5mm、0.7mmの三種類の太さの芯が、芯径ごとに仕切られた一つのケースに入っている。
HI・POLYMER for PLOTTER（生産終了）
プロッター用の芯。0.2mm芯が40本入りで1,000円。0.5mmもある。
DIAZO　NON　COPY（ジアゾノンコピー）芯
青焼き時に複写されないピンクに近い色の芯。現在は2.0mmのみ販売している（Multi8専用替え芯という名目にて販売）。
インジェクトカートリッジ（生産終了）
ぺんてるのシャープペンシル《インジェクト》の専用カートリッジ。

#### 各種ペン
アイプラス
カスタマイズペン。ノック部にアクセサリーが付けられるように穴が開いているのが特徴。ラブライブ!や初音ミクなどの人気作品とのコラボレーションも展開した。
マルチ8（マルチエイト）
1987年発売。8種の芯を切り替えて使用できる芯ホルダー・多機能ペン。専用の色鉛筆芯、鉛筆芯、ボールペン芯から8本を内蔵できる。本体バリエーションに、コピーに写らない色芯などを標準内蔵したチェック用途向けの「マルチ8」、ボールペン芯や蛍光色芯などを標準内蔵した多機能型の「スーパーマルチ8」、イラスト向けの色芯を標準内蔵したクリアボディの「アートマルチ8」がある。2000年ロングライフデザイン賞（スーパーマルチ8）。
サインペン
1963年に発売開始。当初、日本ではまったく売れなかったが当時のアメリカ大統領リンドン・ジョンソンが愛用したことで、日本だけでなく世界で使用される当社最大のヒット商品となる。NASAの宇宙プロジェクトで使用されたことは有名。2008年ロングライフデザイン賞。
プラマン
ペン先がプラスティックで出来た万年筆タイプの水性ペン。安価でありながら、独自の構造により一般の万年筆に匹敵する書き味や筆跡を実現。様々な角度をつけて書けるのも特徴。1993年にはカートリッジタイプの「トラディオ」も発売された。また、同名で形が似ているサイドノックのシャープペンシルもあったが現在は廃番である。亜種として、トラディオエナージェルという商品も存在する。フランスの著名な作曲家ミシェル・ルグランはこのシリーズの「プラマン20」の書き味を好んで愛用し、来日する度にまとめ買いしていたが、プラマンが一時製造中止になった際には東京の文房具店を何軒も探し回って買い占めに走ったという。2017年ロングライフデザイン賞受賞。
ぺんてるペン

マークぺんてる

ぺんてる筆
1976年から販売を開始。最上級品であるイタチなどの天然毛の書き味をナイロン筆で再現している。筆の製造技術は、化粧筆や面相筆など他の製品にも応用されている。2014年ロングライフデザイン賞。
筆touchサインペン
ペン先が筆のようにしなやかなのが特徴。
ノックル
後端ノックでインクが供給され、かすれず使い切れるよう改良したホワイトボード用マーカー。1994年に発売され、2017年には市場シェア3割と公表されている。しなるペン先で直立したボードへの筆記性を改良した「ノックル ボードにフィット」は2016年グッドデザイン・ベスト100。

#### 画材

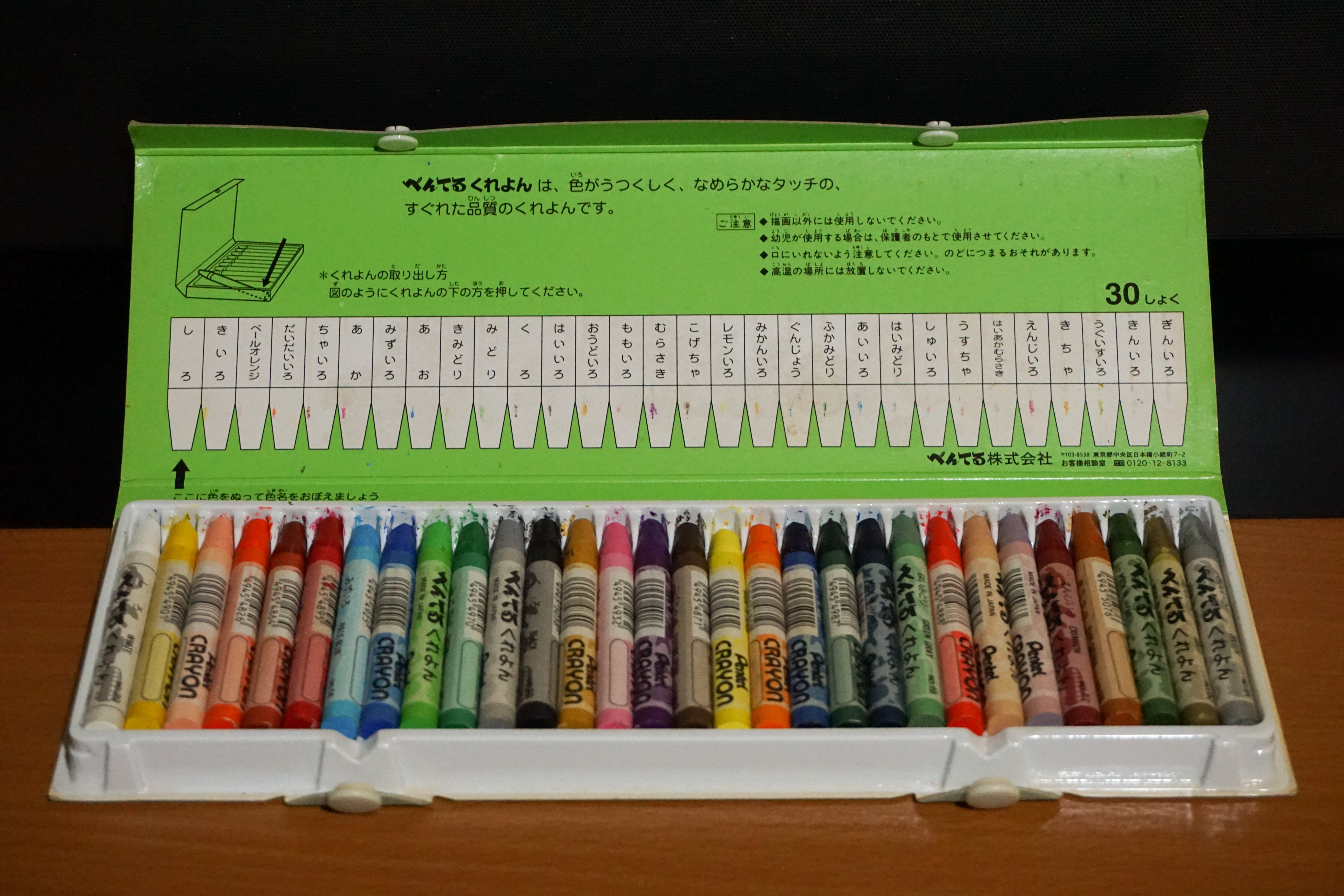
ぺんてるくれよん
ロングセラーの学童用クレヨン。1947年発売の「メイローくれよん」を前身とし、1955年に「ぺんてるくれよん」にリニューアルされた。歴代パッケージ画の少年少女は宮永岳彦らによって描かれ、2004年に「ペペ&ルル」と命名され同社のマスコットキャラクターとなっている。2015年ロングライフデザイン賞。
ずこうクレヨン
プラスチックなど多素材に描きやすく改良した極太タイプのクレヨン。2011年発売。
水でおとせるふとクレヨン
水溶性で清掃性を改良したクレヨン。旧製品に「らくがきくれよん」がある。
ファブリックファン 布描きくれよん
布に描いて染色できるクレヨン。
ぺんてるパステル、パッセル
ロングセラーの学童用オイルパステル。1951年にペインティングの「ペン」と、パステルの「テル」を合わせた「ぺんてる」（宮田重雄による命名）の商品名で発売され、これが好評で社名のように呼ばれるようになり、1971年に正式な社名となる。「パッセル」はクリアラベル巻きモデル。旧製品に細巻の「パスN」、太巻の「ふとパス」、「ホームランパス」がある。
専門家用パス
専門家用グレードのオイルパステル。
ヴィスタージュ 大人の水彩パステル
水溶性のオイルパステル。大人向け画材シリーズ「ヴィスタージュ」の製品として2017年発売。
ぺんてるパステル（コンテ）
コンテパステル。上述の同名オイルパステルとは異なり、ドライタイプのハードパステルに類する。
パスティック、小学校色えんぴつ
全芯色鉛筆。1980年発売。「小学校色えんぴつ」は授業向けの色をセットに加えたモデル。
くるりら
回転繰り出しホルダー式の色鉛筆。
ヴィスタージュ 水彩スティック
水溶性の全芯色鉛筆。大人向け画材シリーズ「ヴィスタージュ」の製品として2018年発売。旧製品に1996年発売の「アクアッシュ」がある。
エフ水彩

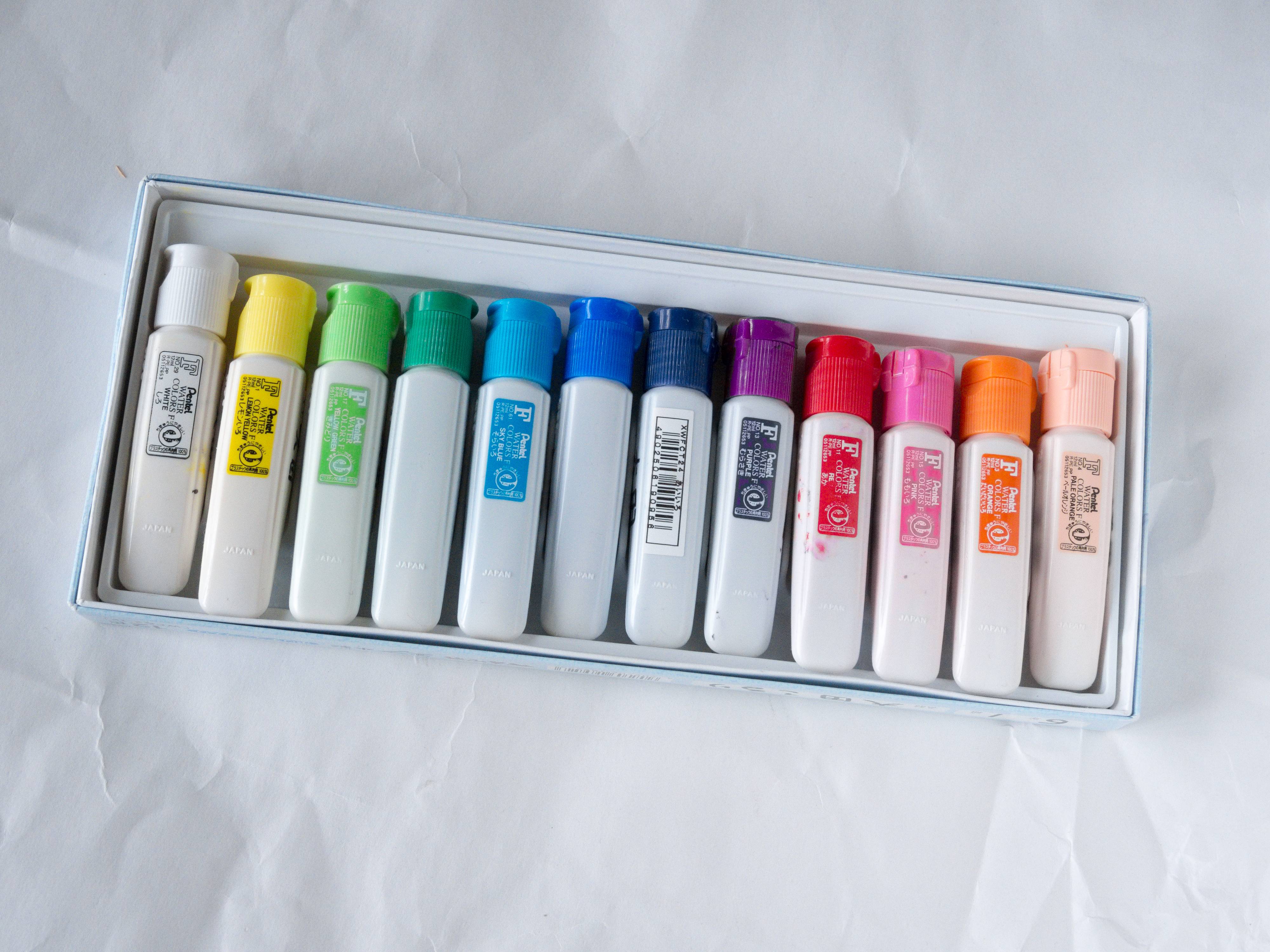
エフ水彩（ポリチューブ入り）

ロングセラーの学童用水彩絵具。溶く濃度により透明にも不透明にも描ける。1962年発売。2000年にポリチューブ版を発売し、絵具チューブとして初めてエコマーク認定された。旧製品に1949年発売の透明水彩絵具「ドラゴンえのぐ」、1952年発売の不透明水彩絵具「ぺんてるえのぐ」がある。
パレットきれいえのぐ、クリーンえのぐ
パレットを染めにくく改良した水彩絵具。「クリーンえのぐ」は抗菌チューブ採用モデル。
ぺんてるケーキカラー デラックス
固形水彩絵具。
ポスターカラー、ポスターカラーU
ポスターカラー（不透明水彩絵具）。「U」はガラス瓶入りモデル。
アクリルガッシュ、スクールガッシュ
耐水性の不透明アクリル絵具。「スクールガッシュ」は大容量パウチ入りモデル。2006年ロングライフデザイン賞。
ファブリックファン 布描きえのぐ
布に描いて染色できる絵具。
ゆびえのぐ
手指で触れて描くフィンガーペイント用絵具。2015年発売。

#### その他

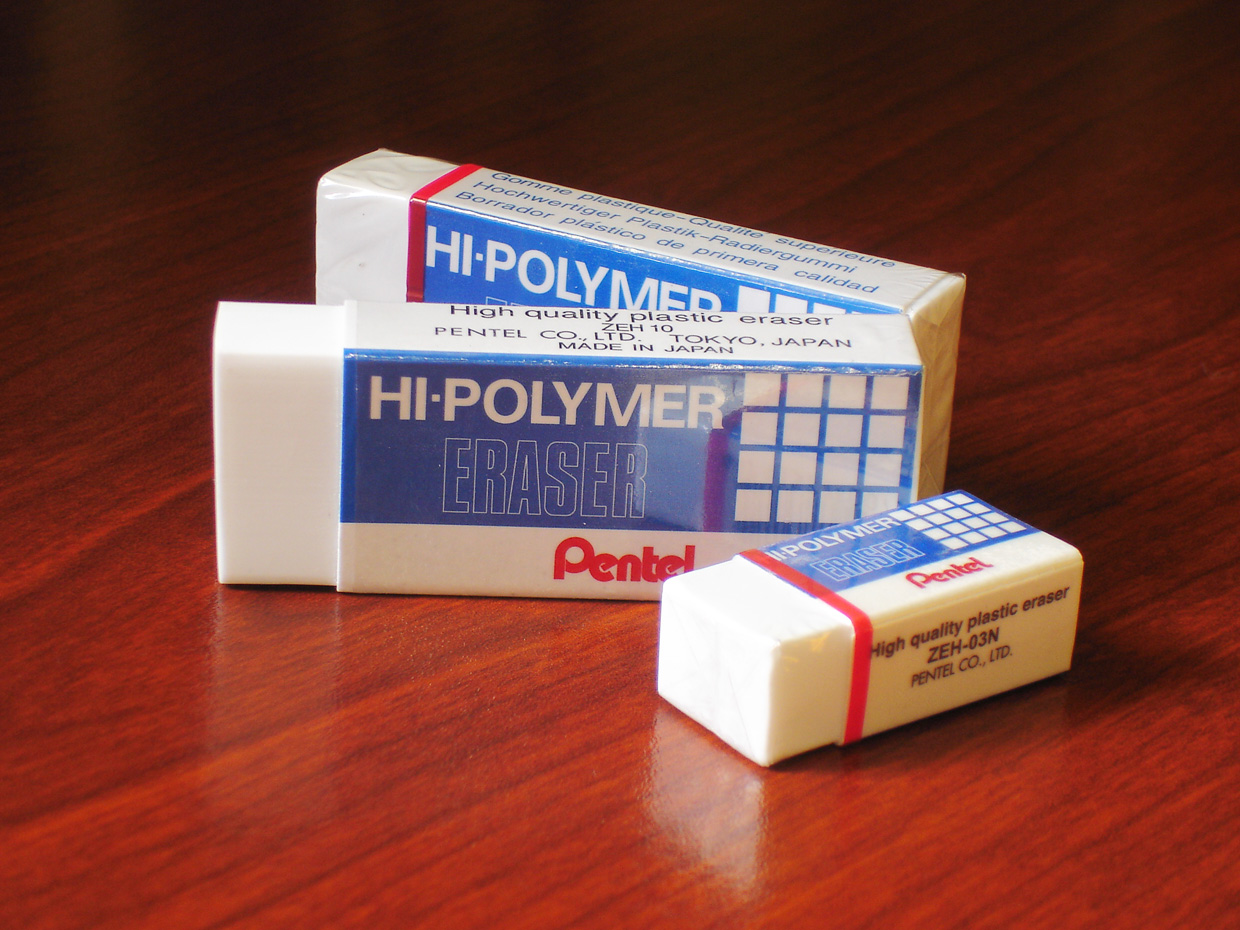
HI･POLYMER

消しゴム
Ain
軽く消せるタイプの青と消しクズがまとまるタイプの赤の2色が有り、青の方が硬くなっている。
AinCLIC
ノックによって細い消しゴムを繰り出す方式。三角形のゴムが特徴。

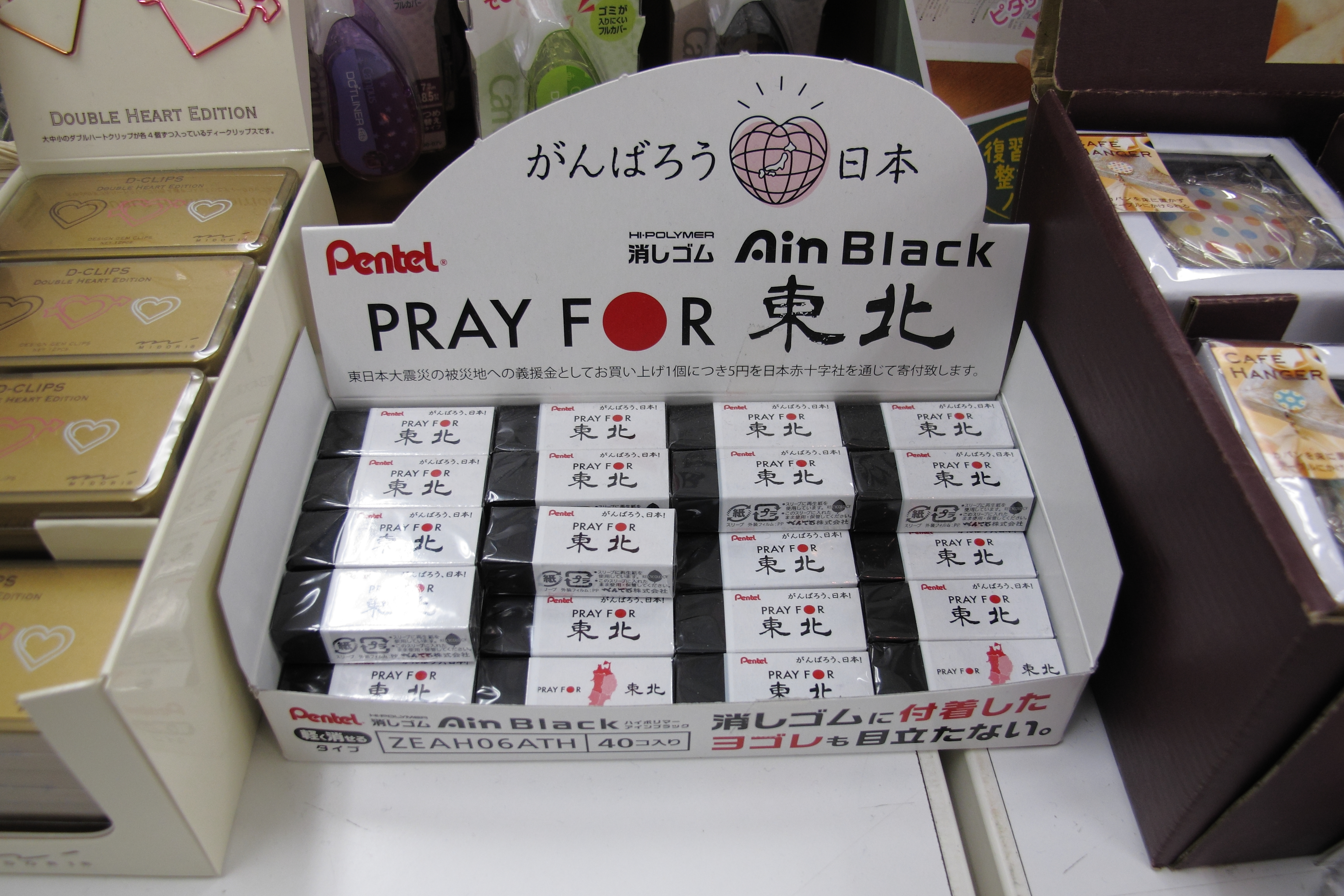
AinBlack
ブラックボディが特徴。消しゴムに付着したヨゴレが目立たない。
CLIC ERASER
細かい箇所を消すことが出来るカッターのような消しゴム。プラスチック消しゴムの｢FOR PRO｣、砂消しの｢油性ボールペン消しゴム｣｢HYPERASER(ハイパレイザー)の3種類が存在する。
KESEKESE（ZE11）
円柱型のホルダー式消しゴム。クリップが湾曲している'PUSH'を押しながら消すと安定して消すことができる。Clic Eraser2と表記されるものもある。定価100円。廃番。
Clic Eraser（ZE−21）
現行品とは違う円柱型のホルダー式消しゴム。クリップが角ばっている。'PUSH'を押しながら消すと安定して消すことができる。これと同じ商品のPerson'sバージョン（PZE1）がある。定価200円（Person'sバージョンは250円）。廃番
Clic Eraser（ZE22）
見た目はKESEKESE（ZE11）だが、ラバーグリップが施されている。海外限定。
HI-POLYMER（ZEHχ）

Ain SALA（ZESA10）
幅が4.5mmのピンポイント消しゴム。さらっとパウダー配合で軽い消し心地で消せる。定価100円。廃盤。
HI-POLYMER　Yes（EZE10）
消しゴムには使用済みのビニールハウスのシートカバー、ケースには牛乳パックと古紙を再利用して作られている。定価100円。廃盤。
SUPERERASER　O'Aide(OZF30)
黒色のケース付きの消しゴム。アート紙印刷面・第2原図・OHPフィルム用の消しゴム。定価380円。廃盤。
ERASER　FOR　OHP　FILM　O'Aide(OZF-11)
白色のケース付きの消しゴム。OHPフィルム面での水性、油性マーカー筆跡除去に最適の消しゴム。定価200円。廃盤
修正液
修正液
世界初の吐出部がペンタイプの修正液。1983年発売。2015年ロングライフデザイン賞。
Power-Corre
0.7ミリボールの先端ノック式。液漏れ防止機能付き。
Slim
先端芯径0.42ミリ。
Slim<KESEKESE>
本体色がストライプのSlim。
修正テープ
kachitto
先端ノック式。4mm、5mm、6mmのテープ幅を販売している。
French pop Creamo
鉛筆（生産終了）
BLACK POLYMER（ブラックポリマー）999シリーズ
カーボングラファイト芯（ハイポリマー芯）を採用。レギュラー品の「BLACK POLYMER 999」、上位品の「BLACK POLYMER 999α」、硬筆書写用かきかた鉛筆がある。
MARK SHEET PENCIL（マークシート鉛筆）
カーボングラファイト芯を採用。
TUFF（タフ）PENCILシリーズ
カーボングラファイト芯を採用。レギュラー品の「TUFF PENCIL」、硬筆書写用かきかた鉛筆がある。
PENCIL ECB、YES PENCIL
継ぎ合わせた軸材を採用した環境対応製品。
TORENCIL（とれんしる）
コピーに写らないNON PPC/NON DIAZO鉛筆。
コンテ画鉛筆
コンテ芯を使用した美術用鉛筆。
はさみ
ぺんてるはさみ(両丸)
持ち手にオレンジ色のプラスチック，刃にステンレスを使用したはさみ。刃の先端が丸く加工されている。
｢両丸｣と｢両丸デラックス｣があり，刃の形状が異なる。いずれも現行品。
※かつては糊も生産されていた。

### 文具以外
文具以外に電子機器や生産設備の生産・販売を行っているのが大きな特徴といえる。もともと文具の生産には高い技術を必要とし、生産設備にも高い精度が要求されるため、自社製品の品質を保つには金型や生産機器などを外部業者に発注して製造するよりも、自社で製造したほうが得策であると判断したためである。これは技術や生産ノウハウを蓄積できることやライバル他社への技術などの漏洩というリスクの減少、生産性向上が見込めることなどが要因である。電子機器は文具の延長線から開発を行っているもので、当初の電子ペンとペンタブレットから液晶パネルやディスプレイといったところまで手がけている。OEM事業は当社の基幹である文具だけでなく、前述の電子機器や生産設備、さらには蓄積した技術を生かした胡蝶蘭の生産まで幅広く手がける。
筆の製造技術を生かし化粧品メーカーにアイライナーの筆を供給するなどしていたが、2023年から自社ブランド「lulu’s cosmetico」を立ち上げた。
- 電子機器関連（電子機器部[34]） - タッチパネル、デジタイザー（液晶ペンタブレット）、タッチスイッチ、電子ペン（airpen[35]）
- 生産設備関連（新規事業部[36]） - 産業用ロボット、産業用自動組立機、射出成型用精密金型、精密ハンドプレス
- 化粧品 - 「lulu’s cosmetico」
- OEM供給（OEM事業部[37]） - 化粧品部品、文具事務用品、医療機器

## 拠点等
日本国内
- 本社 - 東京都中央区…本社機能、海外営業部門
- 秋葉原オフィス - 東京都千代田区…国内営業本部（東京支店ほか）
- 大阪支店 - 大阪府東大阪市
- 札幌オフィス - 北海道札幌市白石区
- 東北支店 - 宮城県仙台市若林区
- 名古屋支店 - 愛知県名古屋市東区
- 広島オフィス - 広島県広島市西区
- 福岡支店 - 福岡県福岡市博多区
- 草加工場 - 埼玉県草加市：新規事業（機設、電子機器、化成品）拠点、基礎研究所
- 吉川工場 - 埼玉県吉川市：主にシャープペンシルの開発、製造
- 茨城工場 - 茨城県小美玉市：画材・筆記具全般の開発、製造

日本国外の19カ国に現地法人を、アメリカ・フランス・台湾・中国・ブラジル・メキシコに生産拠点を置いている。